# Jamie Wong
Jamie Wong Wan-Yiu (chinês: 黃蘊瑤; nascida em 4 de novembro e 1986) é uma ciclista honconguesa.

## Jogos Asiáticos de 2010
Nos Jogos Asiáticos de 2010, Wong conquistou a medalha de prata na corrida por pontos na competição de ciclismo de forma dramática, depois de tomar uma queda no início da corrida e fraturando uma costela. Ela teve que ser ajudada até ao pódio para receber sua medalha e chorou incontrolavelmente quando trêmula representava o hino nacional, agarrando seu braço e os joelhos, claramente machucada e ralada. Wong foi retirada do velódromo em uma cadeira de rodas. Seu treinador, Shen Jia-Kang, disse que foi um milagre que ela terminou a corrida. O dia depois de ganhar a medalha de prata, Wong disse: "Eu aprendi a ser corajosa de minha mãe durona. Ela trabalhou duro e economizou dinheiro para me comprar uma bicicleta depois de saber que eu estava interessada no ciclismo."
Depois de afirmar a sua medalha de prata, o Chefe do Executivo de Hong Kong, Donald Tsang e o Secretário de Assuntos Internos, Tsang Tak-sing, desejou que ela e seu companheiro de equipe, Diao Xiaojuan, uma rápida recuperação de suas lesões.

## Olimpíadas de Londres 2012
Wong competiu na prova de estrada feminina nos Jogos Olímpicos de Londres 2012 ao lado de 65 outras ciclistas, e terminou o percurso de 140 quilômetros em quase 3 horas e 57 minutos sob condições meteorológicas adversas. Ela veio por último das 59 competidoras que terminaram a corrida, foi uns 21 minutos atrás da vencedora holandesa, Marianne Vos. Wong disse que estava decepcionada, que ela não poderia manter-se com o feixe principal.

## Campeonato Asiático de Ciclismo em Estrada de 2013
Em março de 2013, Wong defendeu com sucesso seu título quando ganhou a corrida por pontos de 20 km no Campeonato Asiático em Estrada de 2013, realizado na cidade de Nova Deli, Índia, marcando 41 pontos após 80 voltas, batendo seus rivais japoneses e da Malásia.

## Vida pessoal
O pai de Jamie é Wong Man-shing. Jamie tinha cinco anos quando seus pais se divorciaram.